# Liste de points extrêmes de la Macédoine du Nord

Carte de la Macédoine

Voici une liste de points extrêmes de la Macédoine du Nord.

## Latitude et longitude
- Nord : municipalité de Kriva Palanka (42° 22′ 21″ N, 22° 17′ 37″ E)
- Sud : Lac Prespa, municipalité de Resen (40° 51′ 24″ N, 21° 03′ 08″ E)
- Ouest : Drin Noir, municipalité de Debar (41° 31′ 06″ N, 20° 27′ 12″ E)
- Est : municipalité de Pehtchevo (41° 42′ 35″ N, 23° 02′ 00″ E)

## Altitude
- Maximale : Titov Vrv, mont Korab, 2 753 m
- Minimale : Le fleuve Vardar à la frontière grecque, 50 m